# Mateiu Caragiale

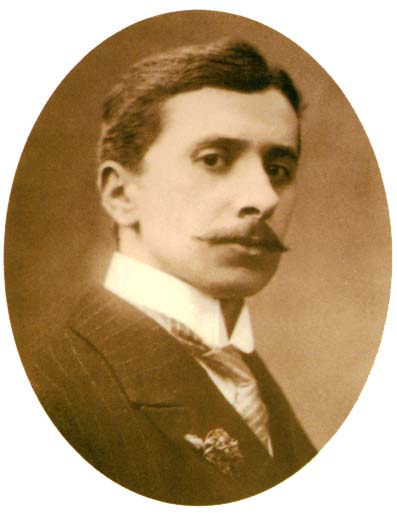
Mateiu Caragiale

Mateiu Caragiale (* 12. Märzjul. / 24. März 1885greg. in Bukarest; † 17. Januar 1936 ebenda) war ein rumänischer Schriftsteller und Maler.
Der Sohn des Schriftstellers Ion Luca Caragiale verfasste Lyrik und Romane, die vor allem stilistisch hervorstachen. Bekannt wurden zum Beispiel Remember (1924) und Die Ritter vom Alten Hof (1929), die der phantastischen Literatur zuzurechnen sind.